# Атлетика на Летњим олимпијским играма 1904 — скок увис за мушкарце
Скок увис за мушкарце био је једна од атлетских дисциплина Олимпијских игара 1904. у Сент Луису. Ово је био трећи пут да је ова дисциплина била на програму. Учествовало је шест такмичара из 3 земље. Због малог броја такмичара није било квалификација него су сви учествовали у финалу. Такмичање је одржано 29. августа 1904. на стадиону Франсис филд.

## Земље учеснице
- Немачко царство (1}
- Мађарска (1)
- САД (4)

## Рекорди пре почетка такмичења
| Најбољи резултат на свету | 1,97 * | Мајк Свенај    | САД | Њујорк, САД      | 21. септембар 1895. |
| Олимпијски рекорд         | 1,90   | Ирвинг Бакстер | САД | Париз, Француска | 15. јул 1900.       |

- незванично

## Освајачи медаља
|                   |                  |                                |
| Самјуел Џоунс САД | Гарет Сервис САД | Паул Вајнштајн Немачко царство |

## Резултати
| Место | Такмичар                       | Висина |
| ----- | ------------------------------ | ------ |
|       | Самјуел Џоунс САД              | 1,80   |
|       | Гарет Сервис САД               | 1,77   |
|       | Паул Вајнштајн Немачко царство | 1,77   |
| 4.    | Лајош Генци Мађарска           | 1,75   |
| 5.    | Емил Фрејмарк САД              |        |
| 6.    | Ервин Баркер САД               | 1,70   |